# Mirákl
Mirákl (latinsky miraculum – zázrak) byl středověký divadelní žánr rozšířený v 11. až 14. století, v českém prostředí se objevuje až v barokním divadle jezuitském a lidovém. V miráklu je scénicky vyprávěno o životech křesťanských svatých (zejména Panny Marie), či jsou v něm vyjevovány obrazy z Bible. Některé mirákly inscenovali „žáci“ či bratrstva. Mirákly postupně nahradila mysteria, morality a pašije.

## Mystérium
Mystérium (z lat. mysterium, tajemství) je označení používané pro středověké náboženské hry (ze 14. – 16. století), uvádějící na scénu epizody ze Starého i Nového zákona či příběhy ze života svatých. Mystéria se většinou pořádala u příležitostí církevních svátků, prováděli je amatérští herci (ale i mimové, žongléři) v simultánních dekoracích, tzv. mansionech. 
Mystérium trvalo několik dní; řídil je vůdce-organizátor hry a propojení jednotlivých epizod a míst zajišťoval herec-vypravěč, přičemž styl hry se od epizody k epizodě měnil. Text a vůdce většinou vybírala obec, která si také mystérium objednávala. Herci zakládali bratrstva. Církev, pohoršená sílící burleskní tendencí a hrubostí, podnítila v roce 1548 zákaz pořádání mystérií (vydán pařížským parlamentem pro kraj Île-de-France); tradice těchto her se však ještě nějakou dobu udržela a rozšířila se po celé Evropě (autos sacramentales ve Španělsku a Portugalsku, miracles plays v Anglii, laudi v Itálii, Mysteruanspiele v Německu). Mystéria měla silný vliv na drama alžbětinské (Marlowe, Shakespeare) a španělské (Calderón).
Pašijové mystérium, které vyprávělo o životě Kristově, mísilo groteskní komiku s teologickými diskuzemi; účastnilo se ho celé město, které jim bylo „zdivadelněno“.

## Některé mirákly
- Jean Bodel – Jeu de Saint Nicolas
- Rutebeuf – Miracle de Théophile (Mirákl o Theofilovi)
- Gautier de Coincy – Les Miracles de Notre-Dame (Mirákly Matky Boží)